# 克基拉海峽

克基拉海峽

克基拉海峽（希臘語：Πορθμός της Κέρκυρας），又稱科孚海峡（英語：Straits of Corfu / Corfu Channel），希腊克基拉島（科孚岛）与阿尔巴尼亚南部之间的海峡，位于伊奥尼亚海北部，南北走向，长约48公里，最宽处27公里。
1946年，英国和阿尔巴尼亚在此地爆发争端：英国坚持在此海峡各国应享有无害通过权，阿尔巴尼亚则认为任何外国船只通过该海峡前必须获得该国的许可。当年10月22日。两艘英国海军驱逐舰在海峡中触水雷，伤亡60多人。此后英国派军前往海峡扫雷，遭到阿尔巴尼亚的强烈抗议。
后英国将此争端提交联合国安理会。安理会在派出调查团调查之后，建议两国将问题提交国际法院裁决。最终，国际法院裁定英国享有无害通过权，但扫雷活动不符合无害通过的定义，认为阿尔巴尼亚应该负责通知英国海军海峡内的水雷情况、应该对英国海军遭受的损失进行赔偿。但是阿尔巴尼亚并没有执行国际法院的裁决。